# Arnfinn Thorfinnsson
Arnfinn Thorfinnsson (vieux-norrois : Arfinnr)  est jarl ou  comte des Orcades en 977-978.

## Origine
Arfinn est le fils aîné de Thorfinn Hausakljufr.

## Règne
Arnfinn devient Jarl après la mort de son père. Sous le règne de ce dernier, il avait épousé Ragnhild, la fille du roi Erik Blodøks exilée avec sa mère et ses frères aux Orcades après la mort de leur père en 954 lors de la bataille de Stainmore.
Ragnhild, imbue de sa noblesse et pleine d'ambition, juge rapidement son époux indigne d'elle et elle le fait tuer à Myrrkkol au Caithness, puis se fait épouser par son frère et successeur Havard Thorfinnsson.